# Ausimont
L'Ausimont S.p.A., abbreviazione di Montedison Ausiliari, è stata la controllata del gruppo Montedison operante nel settore della produzione e della commercializzazione degli intermedi e degli ausiliari chimici per l'industria.

## Storia

### Origini
Nacque ufficialmente il 31 dicembre 1980 in seguito alla decisione della Montedison di divenire una sorta di holding finanziaria, che comportò lo scorporo pressoché totale delle sue attività industriali; vennero così istituite 6 nuove società operative specializzate per settore produttivo, tra cui appunto l'Ausimont. Gli stabilimenti produttivi si trovavano a Bussi sul Tirino, Porto Marghera e Spinetta Marengo.

### Riorganizzazione produttiva
Nel 1981, unica tra le società create l'anno precedente, l'Ausimont divenne essa stessa una holding finanziaria scorporando le attività industriali e dandole successivamente in affitto a tre diverse società:
- Montefluos, specializzata nei prodotti fluorurati e ossigenati, gestiva il settore del cloro e dei derivati del fluoro, degli ossigenati, degli additivi per i polimeri e degli isolanti.
- Ausidet, specializzata negli intermedi di base per la detergenza, gestiva il settore del fosforo e degli intermedi per la detergenza.
- Ausind, specializzata negli ausiliari chimici per l'industria, gestiva il settore delle resine, dei catalizzatori, degli idrosolfiti, dei silicati e della carbossimetilcellulosa.

Alla fine del 1983, l'accordo Eni-Montedison comportò una riorganizzazione di alcune aziende del gruppo, tra cui l'Ausimont. Nel 1983 la Montedison rilevò da quest'ultima, tramite la creazione della nuova società Cledia, l'Ausidet; nel 1985, tramite la creazione della nuova società Ateca, rilevò invece l'Ausind.
Tra le altre società coinvolte nella riorganizzazione, la Montepolimeri (assorbita dalla Montedipe) venne ridimensionata in maniera radicale e vennero scorporate le sue attività principali: tra le varie scorporazioni, nel 1984, venne conferito all'Ausimont il settore dei tecnopolimeri e dei polimeri speciali, che sarà poi inquadrato nella controllata Dutral.

### L'Ausimont nel mondo
L'Ausimont era inoltre, insieme a Himont e Erbamont, una delle più importanti a livello internazionale dell'intero gruppo Montedison; nel 1985, dalla fusione di Ausimont con la società olandese Compo Industries, nacque la società Ausimont Compo Nv, di cui la Montedison deteneva più dell'80% del pacchetto azionario, mentre il rimanente era nelle mani del mercato pubblico. A seguito poi di nuovi investimenti, l'Ausimont si specializzò in diversi settori:
- prodotti fluorurati,  per cui era una delle poche aziende che li produceva sotto forma di fluidi, gomme, plastiche e gas.
- materiali ad alte prestazioni (che costituivano le produzioni della controllata Dutral), tra cui etilene-propilene (Epm), etilene-propilene-diene (Epdm) e tecnoplastiche.
- prodotti sbiancanti, per cui era leader in Italia nella produzione di perborato di sodio e di perossido di idrogeno.

Oltre a ciò l'Ausimont creò una joint venture con la International Octel denominata Siac, per la produzione di additivi per la benzina; inoltre, per conto della Montefluos, ne creò un'altra con la giapponese Asahi Glass denominata Asahimont, per la produzione di gomme florurate.

### Il conferimento di Dutral a Enimont
Nel 1988 la Montedison, relativamente alle attività di Ausimont, decise di conferire alla neonata società Enimont (joint venture tra Eni e Montedison) solo il settore gestito dalla Dutral. Nel 1991 l'Ausimont incorporerà direttamente la Montefluos e, nel 2002, la proprietà della società passò infine alla Solvay, che ne cambiò il nome, nel 2003 in Solvay Solexis.